# Паттерсон, Дункан
Дункан Паттерсон (англ. Duncan Patterson; род. 5 июня 1975, Ливерпуль, Англия) — британский и ирландский музыкант, более всего известный своей работой в «Anathema» (1991—1998) и «Antimatter» (1998—2005). Текущий проект Паттерсона — «Ion».
Паттерсон присоединился к «Anathema» на следующий год после основания группы, заменив ушедшего из неё бас-гитариста Джейми Кавана. В первые годы существования группы авторами всего её материала являлись Даррен Уайт и Дэниел Кавана, однако уже на «The Silent Enigma», вышедшем в 1995 году, часть композиций была написана при участии Паттерсона. Ещё больше его влияние усилилось на альбоме «Eternity», вышедшем в следующем году. Наконец, пиком его творчества в «Anathema» стал альбом «Alternative 4», для которого он написал шесть песен из десяти, вошедших в альбом, а также выбрал название и разработал концепцию обложки.
В 1998 году Паттерсон покинул «Anathema» и вместе со старым другом Миком Моссом основал группу «Antimatter». Выпустив с ней три альбома, в 2005 году Дункан ушёл из группы и перебрался в Ирландию, где основал свой следующий проект — «Ion». В 2006 году вышел первый альбом его новой группы под названием «Madre, Protégenos».
В 2012 году он записал на мандолине композицию для неофициального ирландского гимна Евро-2012 вместе с Шейном Макгоуэном под названием «скалистая дорога в Польшу».
В 2015 году Паттерсон выпустил свой первый сольный альбом «The Eternity Suite», после чего взял перерыв в музыке, став сторонником движения sXe. Помимо сольной карьеры он также играет в «Antifear» вместе с бывшим партнером по группе Anathema Дарреном Уайтом.
Также в Ирландии Паттерсон основал свой собственный лейбл «Strangelight Records», специализирующийся на инди-музыке.